# Ron Brandsteder
Ronald (Ron) Brandsteder (Amsterdam, 19 mei 1950 – Breukeleveen, 10 februari 2025) was een Nederlandse televisiepresentator, die tevens bekend was als acteur, komiek, zanger, radiopresentator en stemacteur. Hij was vooral bekend als de presentator van programma's als Showbizzquiz, Ron's Honeymoonquiz, Laat ze maar lachen en als panellid van Wie ben ik? Ook beleefde hij successen op televisie en in het theater naast André van Duin. Hierbij was hij de aangever voor de grappen van laatstgenoemde.

## Biografie
Brandsteder werd geboren in de Henrick de Keijserstraat in de Amsterdamse wijk De Pijp en groeide vanaf zijn zevende jaar op in Bussum. Op de Gooische HBS te Bussum was Brandsteder actief met cabaret en toneel; hij speelde tot zijn 21e synthesizer. Op zeventienjarige leeftijd maakte hij zijn debuut op de Nederlandse televisie met zijn cabaretgroep. Na de middelbare school ging Brandsteder aanvankelijk studeren aan de Universiteit Nyenrode.

Na enkele jaren als platen plugger te hebben gewerkt, werd Brandsteder vanaf donderdag 23 augustus 1973 dj bij de TROS op Hilversum 3,  welke omroep per oktober 1974 tot A-omroep zou worden gepromoveerd. Hij nam een deel van TROS Nachtwacht voor zijn rekening (de nachtelijke uren 3:00 tot 06:00 uur). Vanaf oktober 1976 presenteerde hij op de befaamde TROS-donderdag Pep op drie, de overkoepelende naam op Hilversum 3 van de huisvrouwenuurtjes van 9:00 tot 11:00 uur.

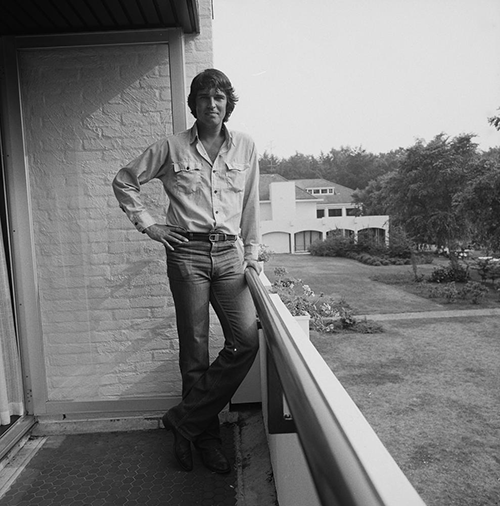
Ron Brandsteder in AVRO's Sterrenslag (1981)

In 1977 vertrok hij na een ruzie met de programmaleiding van TROS Hilversum 3. In 1978 werd Brandsteder ontdekt door Ivo Niehe toen hij op de Firato bij de Sony-stand van zijn vader een show opvoerde. In die periode was hij ook voor korte tijd werkzaam bij Sony. Grote bekendheid kreeg hij met de TROS Showbizzquiz, een televisieprogramma dat hij acht jaar lang presenteerde. Hierna presenteerde hij voor de TROS Moordspel en Ron's Honeymoonquiz.
In 1987 had Brandsteder samen met Simone Kleinsma een gastrol in Kinderen voor kinderen. Ze speelden in een liedje een goochelaar en hij zong mee met het liedje Moeders wil is wet waarbij hij in de clip optrad als kokende vader. In oktober 1989 was Brandsteder een van de sterren die zijn opwachting zou maken bij het televisiestation TV10 van Joop van den Ende. Omdat TV10 geen toestemming kreeg uit te zenden, maakte Brandsteder in april 1990 de overstap naar de commerciële tv-zender RTL 4.
Bij RTL4 was hij panellid in het programma Wie ben ik?, presenteerde hij Moppentoppers en Sterrenflat. In 1999 had hij korte tijd een eigen radioprogramma op Radio Noordzee, genaamd Ron op Zondag. In dit programma waren onder meer cabaretstukjes te horen.
Van 1997 tot 2007 was Brandsteder op RTL4 te zien in Laat ze maar lachen. Vanaf augustus 2005 presenteerde hij samen met Sylvana Simons het programma Dancing with the Stars, een danswedstrijd waarin bekende Nederlanders dansen met professionele danspartners.
Naast zijn werk als presentator speelde Brandsteder in 1984 (naast Joop Doderer als inspecteur De Cock), de rol van rechterhand Dick Vledder in de speelfilm De Cock en de Moord in Extase en speelde hij in 1986 in de oorlogsfilm Field of Honor. Ten tijde van de De Cock-film was Brandsteder ook als Vledder te horen in het hoorspel De Cock en het sombere naakt. Ook was hij te horen als dokter Bernard op de gelijknamige single uit 1976 van Bonnie St. Claire. Daarnaast zong hij mee met het lied "Waarom" van Bonnie St. Claire en José Hoebee (1985) en ook heeft hij samen met Hoebee de Engelse plaat uitgebracht "So Long, Marianne" (1984). Ook had Brandsteder solohits met onder andere Lieve Bella Beer en Engelen bestaan niet.
Van 2004 tot en met 2012 stond Brandsteder met André van Duin in diverse theaters met de
 André van Duin Jubileumshow (2004–2005),  De Nieuwe André van Duin Show (2006), André's Nieuwe Revue (2007–2008),  Ja hoor... daar is ie weer!(2011–2012). Brandsteder vervulde hier de rol van aangever. In 2008 stond Brandsteder drie avonden in de ArenA tijdens Toppers in concert 2008.
In 2009 was Brandsteder presentator van de straatprijs bij de quiz Slag bij Nieuwpoort. In dat jaar speelde hij ook een rol in de Kabouter Plop-film Plop en de kabouterbaby.
Vanaf 11 december 2010 presenteerde hij voor Omroep MAX op NPO 1 de spelshow Ron's Grote Ganzenbord, daarnaast was hij vanaf 17 december dat jaar te zien in Wie van de Drie, ook voor Omroep Max. Eveneens voor Omroep Max deed Brandsteder ook weer radio. De hele maand maart 2011, maart 2013 en november 2013 viel hij in voor de Tinekeshow op NPO Radio 5 met Rons RadioShow. Vanaf 4 januari 2014 was hij elke zaterdagmiddag van 12:00 tot 14:00 uur met dit programma te beluisteren. In 2013 was hij op televisie bij SBS6 te zien met opnieuw de Showbizzquiz, samen met zoon Rick.
In november 2015 kondigde Brandsteder aan te stoppen met tv-werk. Hij ging wel door als radiopresentator voor Omroep Max op NPO Radio 5 en met optreden als presentator/gastheer in het land.
Vanaf oktober 2018 ging hij op reis met Marco Bakker en Ernst Daniël Smid in Denemarken voor het televisieprogramma “Ouwe Jongens Smørrebrød”. Van 2019 tot en met 2023 maakte hij een radioprogramma op de vrijdagavond voor Omroep Max op NPO Radio 5, genaamd Ron wacht op de nacht. Af en toe was hij de vervanger van Astrid de Jong die het programma 'Nachtzuster' op Radio 1 presenteert. 
In 2021 deed Brandsteder mee aan het televisieprogramma The Masked Singer.
Vanaf 3 oktober 2022 presenteerde hij een week lang het programma de Max van Henk Jan Smits op NPO radio 5.
Sinds 2021 waren er veel speculaties in de media over zijn gezondheid, omdat hij zichtbaar vermagerd was en een wat vermoeide indruk maakte. Ook kwam hij begin 2023 eenmalig niet opdagen bij een radio-uitzending op NPO Radio 5. Hij heeft daar zelf echter nooit op willen ingaan. Op 10 februari 2025 overleed Ron Brandsteder op 74-jarige leeftijd. In de media werd uitgebreid en met veel respect stilgestaan bij de betekenis van Brandsteder voor de Nederlandse radio en televisie.
Hij werd op maandag 17 februari 2025 in besloten kring gecremeerd.

### Privé
Ron Brandsteder was een zoon van Ton (Anton) Brandsteder (1918-1992), directeur van Brandsteder Electronics, de Nederlandse importeur van Sony en bestuurslid (onder andere penningmeester) bij betaald voetbalclub AFC Ajax Amsterdam (± 1978-1988).
Brandsteder was van juli 1979 tot juni 1980 getrouwd met zangeres Patty Brard.
Op 25 november 1983 trad hij in het huwelijk met Yvonne Baggen, die hij leerde kennen bij een concert van André Hazes. Samen kregen ze twee zonen: Rick (1984) en Robert (1986).

## Trivia
- Onder het pseudoniem Ron J. Winchester nam hij in de periode van 1974 tot 1976 diverse singles op.
- Brandsteder was betrokken bij de Nationale Postcode Loterij. Zo presenteerde hij regelmatig met andere bekende presentatoren shows voor de Postcode Loterij en in 2009 leende hij zijn stem aan een radiocommercial.
- Brandsteder sprak ook in het Nederlands vertaalde boeken in audiovorm in, zoals diverse boeken van John Grisham.

## Discografie

### Albums
- Niet Alleen (1983)
- Ron Brandsteder (1989)
- Even Terug (1990)
- Alleen Met Jou (1993)
- Liedjes Die Iedereen Kent (1995) als Ron Brandsteder En Z'n Maatjes

### Singles

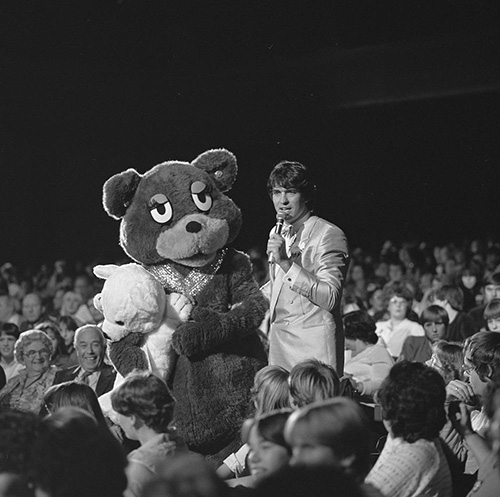
Bella Beer (links, gespeeld door Zillah Emanuels) was begin jaren 80 Brandsteders assistent in de Showbizzquiz.

| Single met eventuele hitnotering(en) in de Nederlandse Top 40 | Datum van verschijnen | Datum van binnenkomst | Hoogste positie | Aantal weken | Opmerkingen                                                        |
| ------------------------------------------------------------- | --------------------- | --------------------- | --------------- | ------------ | ------------------------------------------------------------------ |
| Albany                                                        |                       | 1974                  |                 |              | als Ron J. Winchester                                              |
| Nashville                                                     |                       | 1976                  |                 |              | als Ron J. Winchester                                              |
| Dokter Bernhard                                               |                       | 10-7-1976             | 7               | 8            | met Bonnie St. Claire / Alarmschijf / #6 in de Nationale Hitparade |
| Sally / I Didn't Want To Leave You Far Behind                 |                       | 1977                  |                 |              |                                                                    |
| Nine Short Years                                              |                       | 1978                  |                 |              |                                                                    |
| Lieve Bella Beer                                              |                       | 19-9-1981             | 15              | 7            | #13 in de Nationale Hitparade                                      |
| So Long, Marianne                                             |                       | 18-2-1984             | 11              | 7            | met José/ #6 in de Nationale Hitparade                             |
| Waarom                                                        |                       | 07-12-1985            | tip             | -            | met Bonnie & José/ #35 in de Nationale Hitparade                   |
| Engelen bestaan niet                                          |                       | 29-08-1987            | tip             | -            | #47 in de Nationale Hitparade                                      |
| De Geur Van Appeltaart                                        |                       | 1990                  |                 |              |                                                                    |
| Hand In Hand Achter Oranje                                    |                       | 12-05-1990            | 13              | 7            | met De Havenzangers/#9 in de Nationale Hitparade                   |
| Oh Nederland                                                  |                       | 1990                  |                 |              |                                                                    |
| Samen Leven                                                   |                       | 1990                  |                 |              | Artiesten voor Droezba                                             |
| Wat Je Droomt Is Goed                                         |                       | 1991                  |                 |              | m.m.v. Kinderkoor Mirakel o.l.v. Sven Boogert                      |
| "Wie bent u?"                                                 |                       | 2001                  | -               | -            | Witte Raven feat. Ron B./#54 in de Mega Top 100                    |

### Overig
- Aerobic Dansen (1983), verzamelalbum met muziek van derden en aerobicslesprogramma met instructies van Ron Brandsteder
- AbbaCaDaBra (1983), lp van de gelijknamige televisiespecial
- Chanson Hollandaise (1983), lied met André van Duin (uitgebracht op verschillende verzamelalbums)

## Theater
- André van Duin Jubileumshow (2004-2005), met André van Duin & Joke Bruijs
- De Nieuwe André van Duin Show (2006), met André van Duin & Joke Bruijs
- André van Duin's Nieuwe Revue (2007-2008), met André van Duin & Ferry de Groot
- André van Duin Nieuwe Theatershow: Ja hoor... daar is ie weer! (2011-2012), met André van Duin & Anne-Marie Jung
- The Christmas Show (2015), als Kerstman[6]
- De Oase Bar (2016), gast bij o.a. Gerard Cox & Joke Bruijs

Willem Nijholt (1980, 1981) · Leoni Jansen (1982) · Willem Ruis (1983, 1984) · Edwin Rutten (1985, 1986) · Ati Dijckmeester (1985, 1986) · Ron Brandsteder (1987) · Simone Kleinsma (1987) · Sonja Barend (1988) · Herman van Veen (1990) · Youp van 't Hek (1991) · Sylvia Millecam (1992) · Erik van Muiswinkel (1992) · Henk Westbroek (1992) · Coen Flink (1993) · Frank Groothof (1994) · Willem Ekkel (1994) · Peter Tuinman (1994) · Harry van Rijthoven (1994) · Carola Hamer (1994) · Paul de Leeuw (1995, 1996) · Menno Bentveld (1997) · Joep Onderdelinden (1998, 2020) · Marcel Faber (1998) · Aldith Hunkar (1999) · Marscha de Haan (2000) · Neel Brands (2000) · Maud Hawinkels (2001) · Klaas van der Eerden (2002, 2003, 2004) · Claudia de Breij (2004, 2005, 2009, 2012) · Jochem Myjer (2006) · Isolde Hallensleben (2007) · Jack van Gelder (2008) · Ali B (2008) · Frank Evenblij (2009) · Sara Kroos (2011) · Lex Uiting (2013, 2014, 2015, 2016, 2017) · Dolores Leeuwin (2013) · Dieuwertje Blok (2014) · Milouska Meulens (2015) · Anne Appelo (2018, 2019, 2020) · Pepijn Gunneweg (2018, 2019) · Plien van Bennekom (2020) · Kiefer Zwart (2020) · Ridder van Kooten (2020, 2021) · Esmée van Kampen (2021) · André Dongelmans (2021) · Jurre Geluk (2023)
- MusicBrainz: d98d9efa-92c6-44a5-ba14-21d7c31cb92c
- Nederlandse Thesaurus van Auteursnamen: 071047069
- Virtual International Authority File: 291676436